# یواس‌اس ترکیه (ای‌ام-۱۳)
یواس‌اس ترکیه (ای‌ام-۱۳) (به انگلیسی: USS Turkey (AM-13)) یک کشتی بود که طول آن ۱۸۷ فوت ۱۰ اینچ (۵۷٫۲۵ متر) بود. این کشتی در سال ۱۹۱۸ ساخته شد.